# Genyophryne thomsoni
Genre
Espèce
Statut de conservation UICN

 LC  : Préoccupation mineure
Genyophryne thomsoni, unique représentant du genre Genyophryne, est une espèce d'amphibiens de la famille des Microhylidae.

## Répartition

Aire de répartition de Genyophryne thomsoni.

Cette espèce est endémique de Papouasie-Nouvelle-Guinée. Son aire de répartition concerne l'Est du pays ainsi que l'île Woodlark, les îles des Louisiades et celles de l'archipel d'Entrecasteaux. Elle est présente jusqu'à 1 800 m d'altitude.

## Description
Genyophryne thomsoni mesure environ 30 mm. Son dos est brun rosé panaché de noirâtre. 

## Étymologie
Cette espèce est nommée en l'honneur de Basil Thomson.

## Publication originale
- Boulenger, 1890 : Second report on additions to the batrachian collection in the Natural-History Museum. Proceedings of the Zoological Society of London, vol. 1890, p. 323-328 (texte intégral).